# Albert Florath
Albert Peter Adam Florath (né le 7 décembre 1888 à Bielefeld, mort le 11 mars 1957 à Gaildorf) est un acteur allemand.

## Biographie
Il est fils de Joseph Florath, serrurier, et de son épouse Mathilde Burkart. Il va à l'école de Brakel puis au lycée de Paderborn. Il est étudiant à Delbrück où il acquiert une première expérience sur scène dans des troupes d'amateurs.
En 1908, il arrête son métier d'agent administratif et va à Munich pour être acteur. Il commence sa carrière au théâtre en 1908 et prend des cours auprès d'Alois Wohlmut, il écrit aussi des feuilletons.
Lors de la Première Guerre mondiale, il interrompt sa carrière pour se porter volontaire et est lieutenant de réserve, chargé de l'instruction. Son expérience de la guerre le pousse à s'engager en politique ; en 1919, il est candidat socialiste au parlement de Bavière. Après l'échec de la République des conseils et la mort de Kurt Eisner, il s'en va à Berlin. Entre 1920 et 1944, il joue dans les théâtres d'État.
En 1918, il débute au cinéma. Après l'avènement du film sonore, il joue la plupart du temps des hommes de mauvaise humeur et parfois excentriques et cordiaux. Il est présent dans les adaptations comme Sur le pavé de Berlin d'après le roman d'Alfred Döblin, Der Biberpelz de Gerhart Hauptmann ou Nora de Henrik Ibsen, des drames comme Friedrich Schiller - Le triomphe d'un génie, des comédies comme Ce diable de garçon ou des films de propagande tels que Ich klage an, Les Aiglons ou Le Juif Süss.
Après le Seconde Guerre mondiale, il revient à des rôles difficiles, entre autres ceux de Liebe 47 (d'après Dehors devant la porte de Wolfgang Borchert), Docteur Praetorius et La Maison de Montevideo. Il est également présent dans des films de terroir : Moselfahrt aus Liebeskummer (de), Quand refleuriront les lilas blancs (le premier film de Romy Schneider).
Il finit sa vie à Stuttgart dans des rôles de vieillesse.

## Filmographie partielle
- 1921 : Danton de Dimitri Buchowetzki
- 1926: Le Dernier Fiacre de Berlin
- 1927: Gehetzte Frauen
- 1928: Schinderhannes
- 1929 : Sainte-Hélène
- 1929: Der lustige Witwer
- 1931: Sur le pavé de Berlin (Berlin Alexanderplatz)
- 1931: Le Capitaine de Köpenick (de)
- 1933: Das Meer ruft
- 1933: Reifende Jugend
- 1934: Liebe, Tod und Teufel
- 1934: Le Cœur est maître (Herz ist Trumpf)
- 1935 : Kirschen in Nachbars Garten (de)
- 1936: Glückskinder
- 1936: Donner, Blitz und Sonnenschein (de)
- 1936: Le Cuirassé Sebastopol
- 1937: Huis clos
- 1937: Cabrioles
- 1937: Der Biberpelz (en)
- 1938: Trafic de diamants
- 1938: Un ennemi du peuple
- 1938: Die Umwege des schönen Karl
- 1938: Yvette
- 1938: Fille d'Ève
- 1938: Retour à la vie
- 1938: Femmes pour Golden Hill
- 1938: Fünf Millionen suchen einen Erben (de)
- 1938: Fortsetzung folgt
- 1939: Der Gouverneur
- 1939: Im Namen des Volkes
- 1939: Le Paradis des célibataires
- 1939: Eine Frau wie Du
- 1939: Hurra! Ich bin Papa! (de)
- 1939: Le Voyage à Tilsit (de)
- 1939: Trafic au Large
- 1940: Le Prix du silence
- 1940: Marie Stuart
- 1940: Friedrich Schiller - Le triomphe d'un génie
- 1940: Les Rothschilds
- 1940: Le Juif Süss
- 1940: Amour bruyant
- 1940: Le Renard de Glenarvon
- 1940: La Lune de miel de Beate
- 1940: L'Épreuve du temps
- 1941 : Männerwirtschaft
- 1941: Clarissa
- 1941: Le Chemin de la liberté
- 1941: Friedemann Bach
- 1941: Ich klage an
- 1941: Jakko
- 1942: Himmelhunde
- 1942: Symphonie d'une vie
- 1942: Stimme des Herzens
- 1942: Ein Walzer mit Dir
- 1942 : Un grand amour (Die große Liebe) de Rolf Hansen
- 1943: Wenn die Sonne wieder scheint
- 1943: Le Lac aux chimères (de)
- 1943: Um 9 kommt Harald
- 1944: Ce diable de garçon
- 1944: Nora
- 1944: Junge Adler
- 1945: Der Puppenspieler (de) (inachevé)
- 1949: Liebe 47
- 1949: Docteur Praetorius
- 1949: Des invités dangereux
- 1950: Export in Blond
- 1951: Professor Nachtfalter (de)
- 1951: La Maison de Montevideo
- 1951: Was das Herz befiehlt (de)
- 1952: Der eingebildete Kranke (de)
- 1952: Toxi (de)
- 1952: Einmal am Rhein
- 1952: Wenn abends die Heide träumt (de)
- 1952: Rosen blühen auf dem Heidegrab (de)
- 1953: Moselfahrt aus Liebeskummer (de)
- 1953: Quand refleuriront les lilas blancs
- 1953: Hochzeitsglocken
- 1953: Le Moulin tragique
- 1954: Kolumbus entdeckt Krähwinkel
- 1954: Der schweigende Engel
- 1954: Die schöne Müllerin
- 1955: Zwei blaue Augen
- 1955: Die Herrin vom Sölderhof
- 1955: Das Erbe vom Pruggerhof
- 1955: Das Forsthaus in Tirol
- 1956: Mädchen mit schwachem Gedächtnis (de)
- 1956: Tierarzt Dr. Vlimmen
- 1956: Ein Herz kehrt heim
- 1956: Drei Birken auf der Heide
- 1956: Cerises dans le jardin du voisin
- 1956: Wenn wir alle Engel wären (de)